# Longicollum chabanaudi
Longicollum chabanaudi is een soort in de taxonomische indeling van de Acanthocephala (haakwormen). De worm wordt meestal 1 tot 2 cm lang. Ze komen algemeen voor in het maag-darmstelsel van ongewervelden, vissen, amfibieën, vogels en zoogdieren.
De haakworm komt uit het geslacht Longicollum en behoort tot de familie Pomphorhynchidae. Longicollum chabanaudi werd in 1963 beschreven door Dollfus & Golvan.